# ダニエル (映画)
『ダニエル』（Daniel Isn't Real）は、2019年のアメリカ合衆国のサスペンス映画。監督はアダム・エジプト・モーティマー、出演はマイルズ・ロビンスとパトリック・シュワルツェネッガーなど。ブライアン・デリューが2009年に上梓した小説『In This Way I Was Saved』を原作としている。R15+指定。
内気で繊細な青年と、圧倒的カリスマ性を持つ“空想上の親友”の恐ろしくも美しい関係を描く。ティム・ロビンス&スーザン・サランドンの息子マイルズ・ロビンスとアーノルド・シュワルツェネッガーの息子パトリック・シュワルツェネッガーが共演。マイルズ・ロビンスは本作で第52回シッチェス・カタロニア国際映画祭男優賞を受賞した。

## ストーリー
内向的な少年ルークは、近所のコーヒーショップで発生した銃乱射事件の凄惨な現場を目撃してしまう。
ショックを受けたルークだったが、事件現場でダニエルと名乗る少年と出会うことができた。
引っ込み思案のルークは、冷静で自信に満ちていたダニエルを羨ましく思った。
実のところ、ダニエルはルークの空想の産物だったのだが、ルークはダニエルが現実に存在するかのように感じており、2人はあっという間に親友になった。
ダニエルのお陰で、ルークは両親の離婚を乗り切ることができた。
しかし、2人の友情は突然断ち切られることとなった。
ダニエルが「君のお母さんの向精神薬を全部スムージーに混ぜたなら、すごいことが起こるよ」などとルークを唆した結果、スムージーを飲んだ母クレアが死にかけたのである。
クレアはダニエルを封印するようルークに迫った。やむなく、ルークはダニエルを模した人形をドールハウスの中に閉じ込めることにし、それ以来ダニエルが姿を現すことはなかった。
それから十数年の時が経過した。大学生になったルークは、将来に対する不安で押しつぶされそうになっていた。
クレアの病状も好転しておらず、ルークはいつか自分も精神を病んでしまうのではないかと気にしており、精神科医のコーネリアス・ブラウン医師のセラピーを受けるようになる。
ある夜、ルークはドールハウスの封印を解き、再びダニエルの力を借りることにした。
ダニエルは大人になった姿で現れ、ルークの頼みを快く聞き入れた。
ルークは、ダニエルのサポートを受けて懸案を次々と処理していき、その過程で芸術家志望のキャシーを恋人にすることができた。
キャシーとの順調な生活が始まったに見えたが、ダニエルはルークがアドバイスに従わないと、怒るようになる。
その後、ルークは大学のパーティーで知り合ったソフィーに惹かれるが、彼女と肉体関係を結ばないことに腹を立てたダニエルは、ルークの体を無理やり乗っ取り、ソフィーと乱暴なセックスをする。
さらに、その場にいたルークのルームメイトにも激しい暴力を振るう。
退学処分を受けたルークは、自分が統合失調症ではないかと疑い始め、彼を陥れようとするダニエルを、再びドールハウスに封印しようとするが失敗する。
ルークは、事の発端である幼少期に遭遇した銃乱射事件を思い起こし、犯人の父親パーシー・シグペンを訪ねると、彼の息子にもダニエルという目に見えない友人がいたことを突き止める。
そして、ダニエルが超自然的な存在であり、空想の産物ではないことに気付く。
ルークに相談されたブラウン医師は、ダニエルをルークから引き離そうと試みるが、ダニエルはルークの体を乗っ取り、ブラウン医師を殺害する。
さらに、ルークの意識をドールハウスに幽閉してしまう。
ダニエルは、次のターゲットをキャシーに定め、彼女に本性を明かした。
キャシーを助けるため、ドールハウスから何とか脱出したルークは、ダニエルと対決する。
ダニエルは、何世紀にもわたって宿主を変えながら、人々を助けてきたと主張する。
ルークは、ダニエルと自分が完全に切り離せないと悟り、キャシーが無事に逃げたことを確認した後、屋根から飛び降りて自殺する。
ダニエルは、その様子を冷徹な眼差しで見届けるのであった。

## キャスト
- ルーク・ナイチンゲール: マイルズ・ロビンス
  - 子供時代: グリフィン・ロバート・フォークナー
- ダニエル: パトリック・シュワルツェネッガー
  - 子供時代: ネイサン・リード
- キャシー: サッシャ・レイン
- ソフィー: ハンナ・マークス
- クレア・ナイチンゲール: メアリー・スチュアート・マスターソン
- コーネリアス・ブラウン医師: チュク・イウジ（英語版）
- パーシー・シグペン: ピーター・マクロビー（英語版）
- ジェームズ: マイケル・クオモ
- リチャード: アンドリュー・ブリッジス
- バリスタ: ケイティ・チャン（英語版）

## 製作
2018年7月24日、マイルズ・ロビンス、パトリック・シュワルツェネッガー、サッシャ・レイン、ハンナ・マークスの起用が発表された。製作は、『ロード・オブ・ザ・リング』の主演として知られ、現在はプロデューサーとしても活躍する、俳優のイライジャ・ウッドなどが担当した。2019年2月8日、クリス・クラークが本作で使用される楽曲を手がけるとの報道があった。12月6日、ドイツ・グラモフォンが本作のサウンドトラックを発売した。

## 公開・マーケティング
2019年3月9日、本作はサウス・バイ・サウスウェストでプレミア上映された。6月27日、サミュエル・ゴールドウィン・フィルムズが本作の全米配給権を獲得したと報じられた。7月20日、本作のティーザー・トレイラーが公開された。10月13日、本作のオフィシャル・トレイラーが公開された。

## 評価
本作は批評家から高く評価されている。映画批評集積サイトのRotten Tomatoesには79件のレビューがあり、批評家支持率は82%、平均点は10点満点で7.11点となっている。サイト側による批評家の見解の要約は「タイトルで明示されているように、ダニエルは実在しない。しかし、彼がスマートかつスタイリッシュであるのは間違いない。『ダニエル』は上質な演技とスリルを以てホラー映画ファンを待ち構えており、その面白さは真正なものである。」となっている。また、Metacriticには11件のレビューがあり、加重平均値は62/100となっている。